# De Onrust (Oude Pekela)
De Onrust is een korenmolen in Oude Pekela in de provincie Groningen.
De molen werd in 1850 als koren- en pelmolen gebouwd, van het pelwerk zijn alleen enkele restanten overgebleven. De molen is als sinds 1956 gemeentelijk eigendom eerst van de gemeente Oude Pekela, sinds de gemeentelijk herindeling van 1990 van de gemeente Pekela. De molen is enkele malen gerestaureerd en regelmatig op vrijwillige basis in bedrijf dankzij enkele vrijwillige molenaars, waaronder een instructrice van het Gilde van Molenaars en haar leerlingen. De molen heeft vroeger zelfzwichting op een roede gehad, maar de 21 meter lange roeden zijn thans weer met het Oudhollands wieksysteem met zeilen uitgerust.
De vangstok is beschilderd met prinsjeswerk.